# Artenimol
Artenimol (łac. artenimolum), inaczej dihydroartemizynina (łac. dihydroartemisininum) – wielofunkcyjny organiczny związek chemiczny, czynny metabolit artemizyniny, stosowany w leczeniu malarii w połączeniu z piperachiną.

## Mechanizm działania
Artenimol jest aktywnym metabolitem artemizyniny i jej pochodnych i osiąga duże stężenia w zarażonych pasożytem erytrocytach. Wewnętrzny mostek nadtlenowy w cząsteczce artenimolu poprzez wytwarzanie rodników powoduje uszkodzenia błony komórkowej zarodźca poprzez hamowanie pompy wapniowej (Ca-ATPaza), zakłócenie transportu elektronów w mitochondriach oraz transportu białek. 
Biodostępność artenimolu u chorych na malarię jest wyższa niż u zdrowych ochotników co może być powodowane przez uszkodzenie wątroby i związane z tym zmniejszenie efektu pierwszego przejścia.

## Zastosowanie

### Światowa Organizacja Zdrowia
Zgodnie z wytycznymi WHO artenimol powinien być stosowany z piperachiną w następujących wskazaniach:
- niepowikłana malaria spowodowana zarodźcem sierpowatym (Plasmodium falciparum) oraz zarodźcem ruchliwym (Plasmodium vivax)
- wydaje się być wysoce efektywna w leczeniu malarii spowodowanej zarodźcem owalnym (Plasmodium ovale), zarodźcem małpim (Plasmodium knowlesi) oraz zarodźcem pasmowym (Plasmodium malariae)
- kontynuacja leczenia ciężkiej malarii

### Unia Europejska
- niepowikłana malaria, wywołana przez zarodźca sierpowatego, u dorosłych, młodzieży, dzieci i niemowląt w wieku od 6 miesięcy oraz masie ciała 5 kg i powyżej[5]

Artenimol w połączeniu z piperachiną znajduje się na wzorcowej liście podstawowych leków Światowej Organizacji Zdrowia (WHO Model Lists of Essential Medicines) (2019).
Artenimol jest dopuszczony do obrotu w Polsce (2020).

## Działania niepożądane
Artenimol w połączeniu z piperachiną może powodować następujące działania niepożądane u ponad 1% pacjentów: astenia, ból głowy, gorączka, niedokrwistość, tachykardia, wydłużenie odstępu QT. 